# Trận Charleroi
Trận Charleroi, còn gọi là trận sông Sambre, diễn ra từ ngày 21 cho đến ngày 23 tháng 8 năm 1914, trong chuỗi trận Biên giới Bắc Pháp giữa quân đội Đức với liên minh Anh-Pháp dọc theo Mặt trận phía Tây và là một trong những trận đánh mở màn của cuộc Chiến tranh thế giới thứ nhất. Trong trận đánh này, quân Đức thuộc các Tập đoàn quân số 2 và 3 do hai tướng Karl von Bülow và Max von Hausen chỉ huy đã tiến hành tấn công, bao vây Tập đoàn quân số 5 Pháp do tướng Charles Lanrezac chỉ huy. Sau 3 ngày chiến đấu, quân Pháp bị thất lợi, phải triệt thoái xuống phía nam. Cuộc rút lui này đặt dấu chấm hết cho chuỗi trận Biên giới Bắc Pháp với thất bại hoàn toàn của quân đội Pháp và Anh. 

## Bối cảnh
Kế hoạch chiến tranh của Bộ Tổng tham mưu Đức đầu tháng 8 năm 1914 quy định các Tập đoàn quân số 1 (Đại tướng Alexander von Kluck chỉ huy), 2 (Đại tướng Karl von Bülow chỉ huy) và 3 (Đại tướng Max von Hausen chỉ huy) di chuyển về hướng tây và tây nam. Theo đó, Bülow sẽ đem 137 tiểu đoàn và 820 đại bác của Tập đoàn quân số 2 đi vòng pháo đài Namur theo con đường La Mã cổ từ Eghezée, Gembloux và Fleurus đến sông Sambre bên bờ trái sông Meuse. Đội hình Tập đoàn quân số 2 từ trái sang phải bao gồm Quân đoàn Vệ binh Phổ dưới quyền tướng Karl von Plettenberg, Quân đoàn X Phổ dưới quyền tướng Otto von Emmich, Quân đoàn Trừ bị X dưới quyền tướng Günther von Kirchbach và Quân đoàn VII Phổ dưới quyền tướng Karl von Einem. Để yểm trợ cánh trái của Tập đoàn quân số 2, Hausen kéo 101 tiểu đoàn và 596 đại bác của Tập đoàn quân số 3 (gồm Quân đoàn XII Sachsen - tướng Karl Ludwig d'Elsa, Quân đoàn XIX Sachsen - tướng Maximilian von Laffert, Quân đoàn Trừ bị XII - tướng Hans von Kirchbach và Quân đoàn XI Phổ - tướng Otto von Plüskow) tiến qua vùng rừng núi Ardennes để tới sông Meuse.
Vào ngày 15 tháng 8, bộ binh và kỵ binh tiền phương của Tập đoàn quân số 3 tiến hành tập kích các đơn vị Pháp thuộc Quân đoàn I (tướng Franchet d'Espèrey chỉ huy) vừa được điều đến Dinant trên sông Meuse. Được sự yểm trợ chặt chẽ của súng máy và đại bác, cuộc tập kích đã thành công. Sau khi tra khảo tù binh và nhận được đầy đủ thông tin về lực lượng địch trong khu vực, quân Đức tự rút khỏi Dinant. Cùng ngày, tin tức về việc 1 vạn kỵ binh Đức đã vượt sông Meuse ở Huy đã được loan đến Bộ Tổng tham mưu Pháp. Bước tiến của quân Đức về Dinant và Huy đã buộc Tổng tham mưu trưởng Joseph Joffre ban bố Quân lệnh 10 cho tướng Chales Lanrezac mang toàn bộ Tập đoàn quân số 5 (193 tiểu đoàn và 691 đại bác) vào đóng giữ vùng tam giác Meuse-Sambre để đối phó với Tập đoàn quân số 2 của Đức trên mạn bắc và Tập đoàn quân số 3 của Đức trên mạn đông. Từ khởi điểm gần Mézières, Tập đoàn quân số 5 của Pháp phải hành quân trên một quãng đường dài đến 120 km để vào vị trí mới của mình. Trong các cuộc thám thính về phía tây nam Namur vào ngày 18 tháng 8, không quân Đức đã xác định được cánh phải của một tập đoàn quân Pháp đang tiến vào vùng tam giác Meuse-Sambre.
Sau khi quân chủ lực Tập đoàn quân số 5 tiếp cận sông Sambre vào ngày 19 tháng 8, Lanrezac bài trí quân lực theo một chữ V ngược khổng lồ: để đề phòng nguy cơ bị quân Đức đánh bọc sườn phải, ông dự trữ Quân đoàn I trên bờ tây sông Meuse từ Givet đến Namur. Bên trái Quân đoàn I, Lanrezac cho Quân đoàn X của tướng Gilbert Defforges án ngữ dọc theo sông Sambre và đối diện về hướng tây bắc. Xa về bên trái, Quân đoàn III do tướng Henri Sauret chỉ huy được bố trí dọc sông Sambre theo hướng đối diện với Charleroi. Quân đoàn XVIII của tướng Jacques de Mas Latrie bấy giờ vẫn chưa đến nơi, và khi nào đến thì sẽ án ngữ dọc sông Sambre ở cánh trái Quân đoàn III. Sườn trái Tập đoàn quân số 5 được yểm trợ bởi một quân đoàn kỵ binh do tướng André Sordet chỉ huy, đã đánh nhiều trận lẻ với kỵ binh Đức trong ngày 20 và bị tổn hao 1/6 nhân lực của mình. 

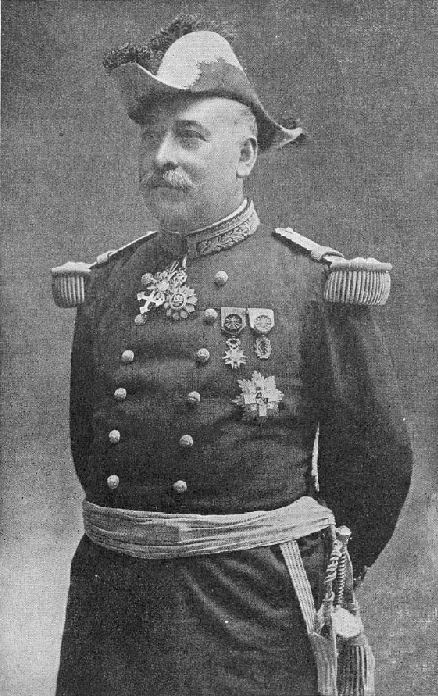
Tướng Charles Lanrezac - Tư lệnh Tập đoàn quân số 5 Pháp

Đêm ngày 20, tướng Joffre hạ lệnh cho Tập đoàn quân số 5 Pháp phát động tiến công, đồng thời yêu cầu Thống chế Sir John French đem Lực lượng Viễn chinh Anh tấn công qua kênh Mons-Condé "theo hướng Soignies" để hiệp lực với cánh trái của Lanrezac. Do các lực lượng khá lớn của Đức đang hiện hữu ở cả hai bên sông Meuse, Joffre xác định mục tiêu của cuộc tấn công phối hợp này là truy tìm và đánh bại quân chủ lực Đức tại bờ tây sông Meuse. Nhưng vào buổi trưa ngày 21 tháng 8, Lanrezac báo với Joffre rằng quân Anh không thể đến Mons trong vòng 2 ngày tới. Không biết nên tiến hay thủ, Lanrezac trở nên do dự mãi đến khi Joffre phát lệnh cho ông tiến công mà không cần quân Anh hiệp sức. Nhưng giờ đã muộn để Tập đoàn quân số 5 Pháp có thể vượt sông Sambre và đuổi quân Đức khỏi các cao điểm phía bắc. 

## Trận chiến
Trưa ngày 21 tháng 8, các thành phần quân Đức thuộc Tập đoàn quân số 2 đã tiếp cận bờ bắc sông Sambre. Tướng Bülow ban đầu dự định phát động tấn công trực diện qua sông Sambre và hy vọng sẽ được phối hợp từ mạn đông nam bởi Hausen và từ mạn tây bởi Kluck, người đã được đặt dưới sự chỉ huy của Bülow theo huấn thị của Đại tướng Tổng tham mưu trưởng Helmuth von Moltke. Nhưng vào thời điểm này, Quân đoàn VII và Quân đoàn Trừ bị X vẫn còn xa sông Sambre trong khi 6 sư đoàn ở cánh trái của Bülow đang bận bao vây 35.000 quân Bỉ trong pháo thành Namur. Hơn thế nữa, bên trái Tập đoàn quân số 2, tướng Hausen chỉ mới tập trung được 4 sư đoàn để vượt sông Meuse tại Dinant trong khi các khẩu trọng pháo của ông còn cách đó một ngày đường. Bên phải Bülow, do lo ngại quân Anh sẽ tiến qua Lille-Ninove, Kluck vẫn còn rất xa khu vực phía đông bắc Maubeuge. Vì vậy Bülow phát lệnh cho quân lực mình không giao chiến cho đến ngày 23. 

### Các ngày 21-22 tháng 8
Tuy nhiên, các thuộc tướng của Bülow không thể kiên nhẫn chờ đợi. Sau một thời gian ngắn băn khoăn, tướng Arnold von Winckler chỉ huy Sư đoàn Vệ binh 2 quyết định tấn công phòng tuyến quân Pháp. Trận đánh trên sông Sambre đã mở màn khi pháo binh hạng nặng của Đức bắn phủ đầu đội hình quân Pháp ở phía đông Charleroi. Tiếp theo đó, Winckler xua Vệ binh xông lên chiếm các ngọn cầu tại Auvelais và Jemeppe-sur-Sambre. Xa về phía tây, tướng Max Paul Hoffman cũng thúc Sư đoàn Bộ binh 19 - Quân đoàn X đánh chiếm các ngọn cầu tại Tergné. Dưới hỏa lực phối hợp của bộ binh và pháo binh Đức, quân Pháp bị đánh bật trên toàn trận tuyến. Sau đó, trên tinh thần "Furia Franchese" - Cơn giận Pháp, quân Pháp phản công dồn dập vào các đầu cầu nhưng bị súng máy và đại bác Đức chặn đứng. Bị tổn thất nặng, quân Pháp đã rút 6,5 km về phía nam sông Sambre khi màn đêm buông xuống. Tuy nhiên, Lanrezac vẫn tin vào sự bài trí trận địa của mình và không để tâm đến cuộc rút lui này. 

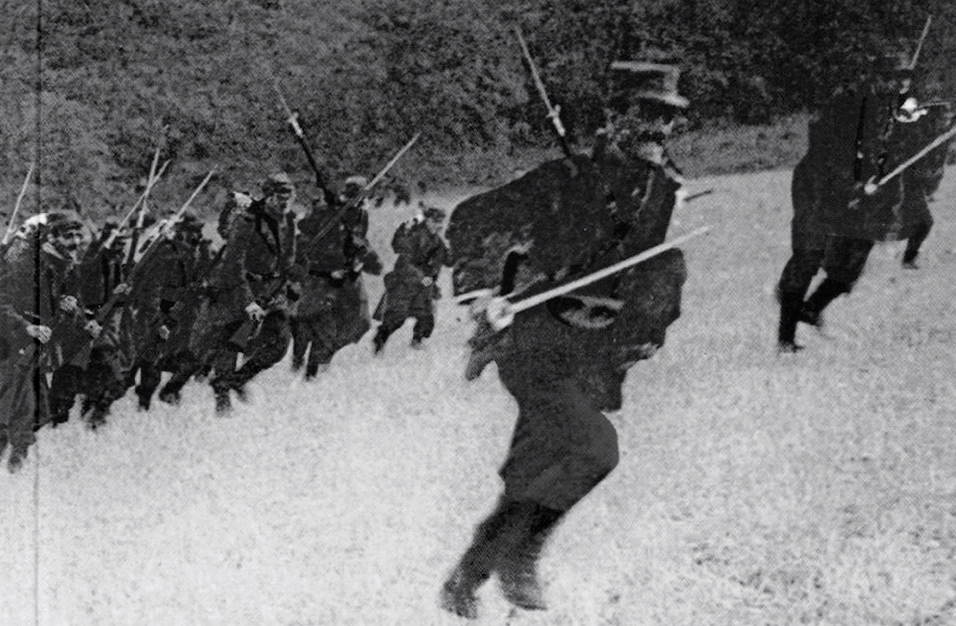
Một cuộc xung phong của bộ binh Pháp vào mùa thu 1914.

Đầu ngày 22 tháng 8, các đầu cầu đã được mở rộng khi toàn bộ 2 sư đoàn của Quân đoàn X và Sư đoàn Vệ binh 2 vượt sông Sambre. Bülow định điều quân chủ lực tiến công Tập đoàn quân số 5, nhưng người Pháp đã ra tay trước. Không cần chờ lệnh Lanrezac, Defforges và Sauret dốc quân phản công ào ạt theo học thuyết "Offensive à outrance" - Tấn công cho đến cùng nổi tiếng. Quanh Arsimont, 3 sư đoàn Pháp liên tục ôm lê xông vào các chốt phòng thủ của Sư đoàn Vệ binh 2 mà không hề được pháo binh yểm trợ, và lần nào cũng bị hỏa lực tập trung của súng máy và đại bác Đức đẩy lui với tổn thất ghê gớm. Số phận bi thảm của Trung đoàn 2 Zouaves và Trung đoàn 1 Lính tập Algérie vào hôm ấy đã trở thành ví dụ điển hình cho sự không bắt kịp những thay đổi về chiến tranh hiện đại của quân đội Pháp. Trong các cuộc xung phong của mình, hai trung đoàn thuộc địa được tổ chức theo các đội hình cấp đại đội dày đặc, với mũ "chéchia" đỏ trên đầu, với cờ bay phấp phới và trống đánh liên hồi trong khi các sĩ quan thì đeo găng tay trắng và vung kiếm trên lưng bạch mã Ả Rập. Kết quả là 75% lực lượng của hai trung đoàn đã bị loại khỏi vòng chiến. Tại một địa điểm, một tiểu đoàn Bắc Phi gồm 1.030 người đã xông vào một khẩu đội pháo Đức và rút lê đâm các pháo thủ trước khi phải rút lui với thương vong lên đến 1.028 người.
Vào buổi sáng ngày 22, 3 sư đoàn khác của Pháp cũng mở nhiều đợt phản công vào Quân đoàn X Đức, nhưng đều bị đập tan. Sau đó, tướng Emmich - một người có thành kiến với pháo binh - quyết định tung một đòn tấn công liều lĩnh. Cũng như tại trận Liège hồi đầu tháng 8, Emmich xua quân lao thẳng về phía trước theo các đội hình dày đặc mà không cần sự yểm trợ đầy đủ của pháo binh. Mặc dù các khẩu khinh pháo 75 li của Pháp khoét nhiều lỗ hổng vào hàng ngũ của họ, Quân đoàn X Đức đã đánh thủng được hàng phòng thủ quân Pháp. Xa về phía tây, khi đêm xuống, Quân đoàn Trừ bị X của Kirchbach cũng đã thọc sâu vào hàng phòng ngự quân Pháp gần Charleroi. Bên phải họ, gần Fontaine, Quân đoàn VII của Einem đã tiếp cận sông Sambre và đánh tan Quân đoàn Kỵ binh Sordet, làm hở sườn phải của quân viễn chinh Anh vừa mới đến Mons. Lúc 20h30, Lanrezac báo cáo cho Joffre về tình hình "trầm trọng" trong ngày, theo đó Quân đoàn X đã bị "đánh thiệt hại nặng" và "buộc phải rút lui", Quân đoàn III đã "tham chiến rất nhiều" và "một lượng lớn sĩ quan bị loại khỏi vòng chiến". Thêm vào đó, Quân đoàn Kỵ binh Sordet đã "kiệt sức" và cũng bị đẩy lui, mở ra một lỗ hổng rộng lớn giữa Tập đoàn quân số 5 với quân viễn chinh Anh vừa đến Mons.
Nhưng Joffre vẫn lạc quan về khả năng tiếp tục phản công tại sông Sambre. Trên thực tế, Quân đoàn XVIII đã xuất hiện bên cánh phải Tập đoàn quân số 5 vào cuối ngày 22 và bắt lại liên lạc với quân Anh. Thêm vào đó, Quân đoàn I đã bắt đầu giao phòng tuyến sông Meuse cho Sư đoàn Trừ bị 51 dưới quyền tướng René Boutegourd và tiến lên mạn bắc theo hướng Namur để có thể đánh bọc sườn trái quân Đức. Joffre hy vọng Tập đoàn quân số 5 sẽ không chỉ chặn đứng quân Đức trên sông Sambre mà còn tiến lên mạn đông bắc để hợp sức với các Tập đoàn quân số 3 (tướng Pierre Ruffey) và 4 (tướng Fernand de Langle de Cary) tấn công Ardennes và giành thắng lợi quyết định tại đây. Lanrezac thì bi quan hơn nhiều, do Thống chế French đã thông báo với ông rằng quân viễn chinh Anh sẽ không tấn công trong ngày 23. Hậu quả thảm khốc của các đợt xung phong vào hai ngày trước đã buộc Lanrezac phải hạ lệnh chuyển sang thế thủ trên toàn mặt trận trong đêm ngày 22.

### Ngày 23 tháng 8
Bülow tiến hành đánh giá tình hình vào cuối ngày 22. Thời điểm này, 5 sư đoàn của ông đã đặt chân lên bờ nam sông Sambre và phải đương đầu với một lực lượng Pháp đông gấp đôi. Tuy nhiên, vị Tư lệnh Tập đoàn quân số 2 quyết định tiếp tục tấn công bất chấp cái giá có thể phải trả. Đồng thời, ông thúc giục Tập đoàn quân số 1 sớm hoàn tất chuẩn bị tấn công Dinant và chỉ thị cho Kluck thảy 4 sư đoàn quanh Maubeuge để bao vây sườn trái Tập đoàn quân số 5 Pháp. Tập đoàn quân số 2 sẽ tái phát động các đợt tấn công trực diện vào ngày 23 nhằm kìm chân không cho quân Pháp rút lui. Và, Bülow mang 8 sư đoàn xuống phía nam để chống nhau với 12 sư đoàn Pháp vào đầu ngày hôm ấy.

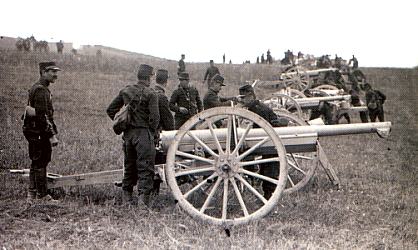
Một khẩu đội khinh pháo 75 li của Pháp trong tác chiến.

Ở cánh phải, pháo binh Quân đoàn VII vào trận trễ và do vậy Einem gặp nhiều khó khăn trong việc đưa 1 sư đoàn của mình qua sông Sambre. Như vị tướng hồi tưởng, quân của ông hăng tấn công đến mức họ bỏ mặc "mọi lý thuyết thời bình về sự cần thiết của việc ẩn nấp". Bên trái họ, Quân đoàn Trừ bị X xông thẳng vào làn mưa đạn của trọng pháo Pháp ở trung tâm mà chỉ được sự yểm trợ rất hạn chế của pháo binh. Mặc dù bị thiệt mất gần phân nửa quân số, quân đoàn Kirchbach cuối cùng đã chọc thủng được phòng tuyến quân Pháp. Tương tự, Emmich lại xua Quân đoàn X tấn công theo kiểu hôm trước và bị hao tổn nhiều binh lực. Chỉ riêng Quân đoàn Vệ binh của Pltettenberg là phối hợp chặt chẽ hỏa lực pháo binh với bộ binh để khống chế đối phương. Các chỉ huy Vệ binh đã kiên nhẫn tập trung trọng pháo và khinh pháo giã tới tấp vào trận địa quân Pháp trước khi huy động bộ binh tấn công với sự yểm trợ sát cận của các tổ súng máy. Cuộc tấn công của họ giành được thắng lợi lớn và nguyên 1 quân đoàn Pháp gần như bị tiêu diệt. Nhưng Quân đoàn Vệ binh giờ đây đã đi quá đà và làm hở cánh trái của mình trước một đòn phản công mạnh mẽ của Quân đoàn I Pháp dưới quyền d'Espèrey. Tuy nhiên, những diễn biến trên sông Meuse trong ngày hôm đó đã loại bỏ nguy cơ này.

#### Tập đoàn quân số 3 Đức tấn công Dinant
Vào lúc 4h sáng, sau khi được tin về cuộc tấn công của các Tập đoàn quân số 3 và 4 Pháp vào Ardennes, tướng Moltke ra huấn lệnh cho Hausen phối hợp với Bülow tấn công quân Pháp. Thừa lệnh cấp trên, Hausen điều 57 khẩu đội pháo dã chiến Sachsen nã tới tấp vào thị trấn và thành cổ Dinant để dọn đường cho bộ binh tấn công. Đến 7h35, Moltke lại huấn thị cho Hausen,"đem hết mọi đơn vị có sẵn vượt sông Meuse phía nam Givet". Liền đó, Hausen chia quân làm 3 đạo đánh xuống phía nam. Đạo thứ nhất gồm Sư đoàn Bộ binh 40 (Quân đoàn XIX) dưới quyền tướng Götz von Olenhausen tiến về Givet, đạo thứ hai gồm Quân đoàn Trừ bị XII của tướng Kirchbach tiếp tục tiến theo hướng bắc Dinant tới Houx trong khi đạo thứ ba gồm Quân đoàn XII của tướng d'Elsa tiến công Dinant và đánh chiếm các cao điểm giữa Haut-le-Wastia, Sommière và Onhaye.
Các cuộc tấn công của bộ binh Đức đã mở đầu khi Sư đoàn Bộ binh 32 dưới quyền tướng Horst von der Planitz - được tiếp bước bởi Sư đoàn Bộ binh Trừ bị 23 dưới quyền tướng Alexander von Larisch - vượt sông Meuse tại Leffe phía bắc Dinant. Đồng thời, Sư đoàn Bộ binh 23 dưới quyền tướng Karl von Lindemann đã tiến xuống phía nam Dinant theo đường Les Rivages. Quân Đức sớm vấp phải sự chống cự hết sức gay gắt của Sư đoàn Bộ binh Trừ bị 51 và 2 lữ đoàn thuộc Sư đoàn Bộ binh 2 Pháp (tướng Henri Deligny chỉ huy). Lữ đoàn 46 của Lindemann đã thọc được vào Dinant, nhưng sau đó bị buộc phải rút lui dưới hỏa lực dày đặc của quân trừ bị Pháp. Lindemann điều đại bác cày xới khắp thị trấn, gây nhiều thiệt hại cho các đơn vị dưới quyền Boutegourd. Tình hình này buộc Boutegourd phải van nài Espèrey mang quân cứu viện. Không cần hội ý Lanrezac, Espèrey lập tức đem Quân đoàn I về ổn định tình hình sông Meuse và ra lệnh cho tướng Charles Mangin chỉ huy Lữ đoàn 8 phản công sớm nhất có thể. 

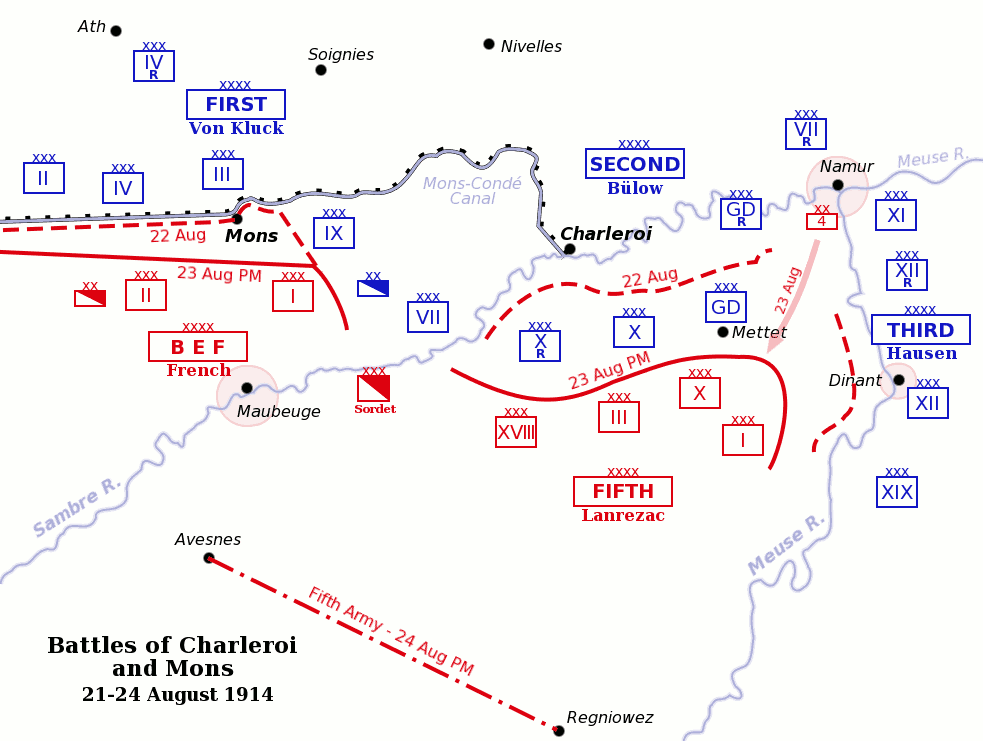
Bản đồ hai trận Charleroi và Mons.

Trong khi Lindemann bị chặn đứng trên mạn bắc, Sư đoàn 40 của Olenhausen ở phía nam tiến về các cao điểm trên bờ tây sông Meuse và đe dọa cắt đứt đường liên lạc của Tập đoàn quân số 5 Pháp tại Fumay và Rocroi. Do thiếu thốn thông tin, quân Đức phải hành quân một cách khổ ải qua những con đường chật quanh co và những cánh rừng dày đặc. Không lâu sau khi tiếp cận Onhaye, sư đoàn ông đã hứng chịu nhiều đòn phản công khốc liệt của Lữ đoàn 8 Pháp. Quân Pháp chịu thương vong đến hàng ngàn người (trong đó có Trung tá Charles de Gaulle), nhưng đuổi được quân Đức khỏi Onhaye vào lúc 20h. Tình hình phía tây Dinant đã được ổn định khi quân chủ lực của Espèrey đến nơi.
Chưa bỏ cuộc, Hausen định tiếp tục tiến công bằng việc cho Quân đoàn Trừ bị XII và Quân đoàn XII Sachsen tiến về Rocroi trong khi Quân đoàn XIX tiến về Fumay và Revin, song một tình huống do "sương mù của chiến tranh" ( Nebel des Krieges) gây ra đã cản trở ý định này. Quan ngại trước tổn thất lớn của quân mình trên mặt trận Sambre, tướng Bülow sai thiếu tá von Fouqué đến yết kiến Hausen vào lúc 3h sáng ngày 24 tháng 8 và "khẩn cấp yêu cầu" Hausen từ bỏ dự tính của mình và vòng Tập đoàn quân số 3 về phía tây theo hướng Metet để giải tỏa áp lực cho cánh trái Tập đoàn quân số 2. Vào thời điểm Hausen ban bố các mệnh lệnh mới dựa trên đề xuất của Bülow, các toán tiền vệ yếu ớt của ông đã bị chặn lại ở Fumay, Revin và Monthermé trên sông Meuse, và chẳng bấy lâu sau, Bülow thông báo với Hausen rằng tình hình Tập đoàn quân số 2 đã yên ổn. Trong khi đó, vào cuối đêm ngày 23, Quân đoàn XII Đức cuối cùng đã đập tan mọi sự kháng cự tại Dinant trong tiếng ca của bài "Deutschland über alles".

### Quân Pháp triệt binh
Trong suốt ngày 23 tháng 8, tướng Lanrezac càng lúc càng trở nên lo âu. Từ tổng hành dinh Philippeville, cách Charleroi 32,2 km, Lanrezac đơn độc quan sát trận đánh mà ông cho là một thảm họa của quân lực mình, và hầu như không hề nhận được chỉ thị nào từ Bộ Tổng chỉ huy. Lanrezac cũng không nhận được tin tức gì về trận chiến Ardennes và vào buổi trưa ông lại được tin Sư đoàn 4 Bỉ đang rút dần khỏi Namur.
Trong ngày, các tướng tùy tùng của Lanrezac luôn miệng thúc giục ông phản công bằng Quân đoàn I hoặc Quân đoàn XVIII để giải tỏa áp lực cho quân Anh đang bị Tập đoàn quân số 1 Đức tấn công trong trận Mons, nhưng Lanrezac từ chối và giữ im lặng. Thêm nhiều hung tin đến với Lanrezac vào lúc chiều: quân Sachsen đang tiến về Onhaye trên mặt trận Meuse; Tập đoàn quân số 4 đã thua chạy trên mặt trận Ardennes, bỏ mặc quãng sông Meuse giữa Sedan và cánh phải của Lanrezac; phòng tuyến của Quân đoàn III đã bị chọc thủng ở trung tâm mặt trận Sambre. Do bị suy nhược thần kinh, tướng Sauret đã rời trận địa vào lúc 16h30 và được thay thế bằng tướng Gabriel Rocquerol. Cuối cùng, Lanrezac được Duruy - viên sĩ quan giao liên của ông tại Namur - cho biết quân Đức đã chiếm được các pháo đài phía bắc và tiến vào thị trấn.
Lanrezac cho rằng nếu cứ tiếp tục cầm cự trên bờ nam sông Sambre thì quân ông sẽ bị hai tập đoàn quân số 2 và 3 Đức hợp vây tiêu diệt. Theo ông, mọi cuộc phản công đều không thể xoay chuyển được cục diện này. Thêm vào đó, tình hình đã cho thấy rõ quân Anh không chỉ không thể hiệp sức với cánh trái của ông mà còn bị Tập đoàn quân số 1 Đức đánh bại tại Mons. Việc Tập đoàn quân số 5 bị hủy diệt sẽ dẫn đến sự thất bại hoàn toàn của nước Pháp, hay nói cách khác là một Sedan thứ hai. Do vậy, vào lúc 21h30 ngày 23 tháng 8, Lanrezac quyết định triệt thoái toàn bộ binh lực xuống tuyến Givet-Maubeuge từ 3h sáng ngày hôm sau mà không cần hội ý Joffre. Trong ngày 24, khi các Tập đoàn quân số 2 và 3 Đức tái phát động tấn công trên mặt trận Meuse-Sambre, họ không còn thấy quân Pháp nữa.

## Kết cục
Cuộc chiến trên mặt trận Meuse-Sambre đã đem lại thương vong rất lớn cho cả hai bên, đặc biệt là quân Pháp. Đến nay vẫn chưa có số liệu đầy đủ về tổn thất của hai phe trong trận đánh, nhưng theo một số tài liệu cho hay, chỉ riêng trong ngày 22 tháng 8 đã có đến 6.000–7.000 lính Tập đoàn quân số 5 Pháp phải bỏ mạng. Đây cũng được công nhận là ngày đẫm máu nhất trong lịch sử quân sự Pháp, với tổng số quân Pháp tử trận lên tới 27.000 người trên chiến trường Ardennes, chiến trường Charleroi và các chiến trường khác dọc theo biên giới Bắc Pháp. Về phía Đức, Tập đoàn quân số 2 thống kê 3.516 người tử trận hay mất tích và 8.052 người bị thương vào giai đoạn từ ngày 20 đến ngày 31 tháng 8, trong khi Tập đoàn quân số 3 Đức thống kê 1.275 người chết và 3.000 người bị thương vào ngày 23. Hồi ký Mein Bericht của tướng Bülow cho biết Tập đoàn quân số 5 Pháp chịu tổn thất lớn gấp đôi tập đoàn quân của ông trong trận Charleroi, mặc dù sử gia Eric Dorn Brose tin rằng đây là một sự "phóng đại".

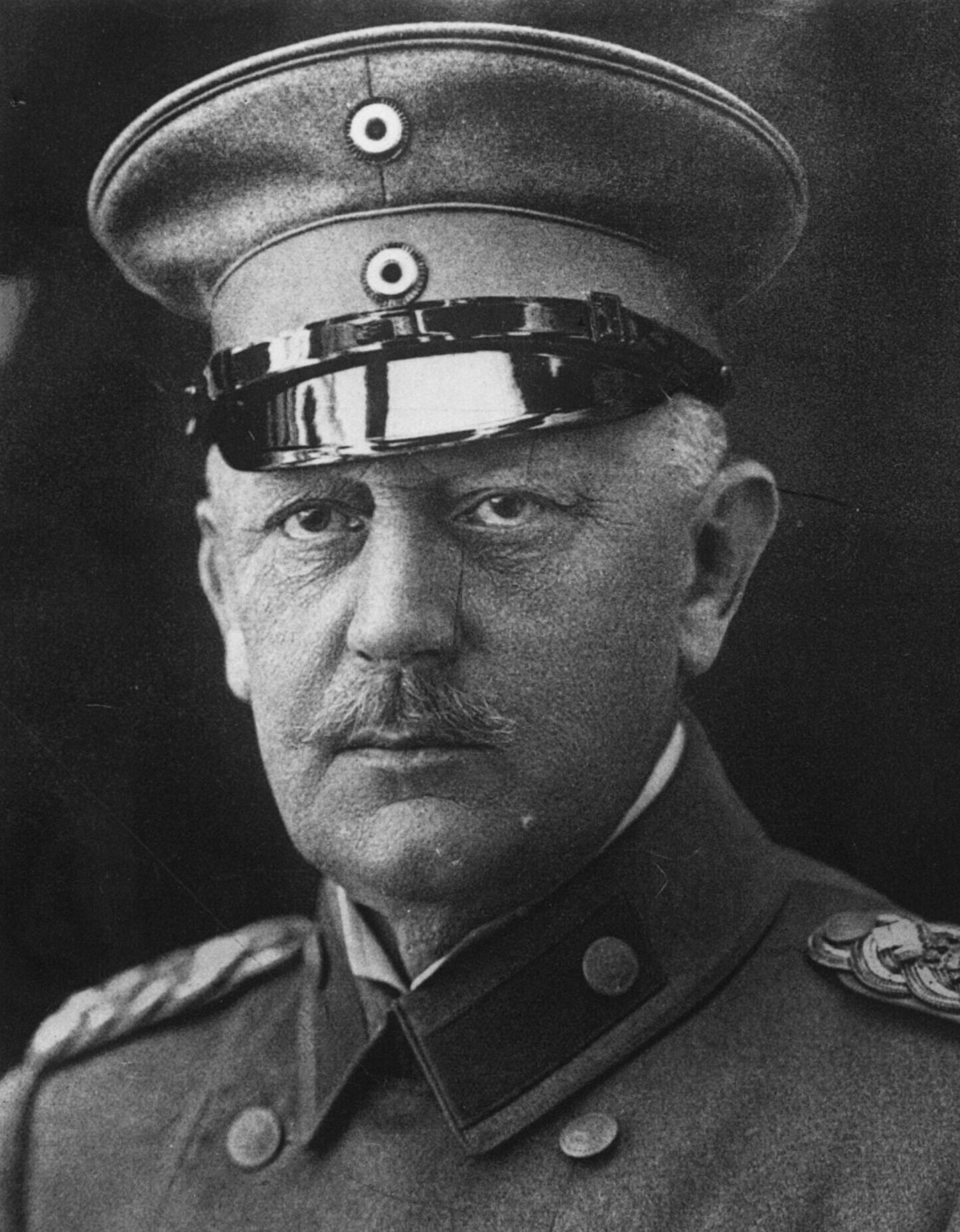
Tướng Helmuth von Moltke, tham mưu trưởng của Hoàng đế Đức.

Các thảm họa tại Lorraine, Ardennes, Charleroi và Mons đã đánh dấu sự chấm dứt của chuỗi trận Biên giới Bắc Pháp với việc liên quân Pháp-Anh thua chạy trên toàn tuyến. Kế hoạch chiến tranh XVII của Joffre đã hoàn toàn bị phá sản và quyền chủ động giờ đây thuộc về người Đức. Bên cạnh đó, trận Charleroi không phải thắng lợi quyết định của quân đội Đức. Do những sai lầm chiến thuật kèm theo sự phối hợp kém giữa các tập đoàn quân Đức và trên hết là sự thiếu vắng những chỉ thị cụ thể của Moltke - người đang ở rất xa mặt trận và không thể theo sát tình hình, phía Đức đã bỏ lỡ cơ hội tận diệt Tập đoàn quân số 5 Pháp.
Tuy vậy, Moltke tỏ ra hoan hỉ với các kết quả đạt được và nói với tùy viên quân sự Sachsen là Traugott Leuckart von Weifidort rằng "chiến dịch đang diễn tiến… theo như kế hoạch". Không khí lạc quan cũng bao trùm trong giới chỉ huy Đức ngoài mặt trận và tin thắng lợi liên tiếp bay về tổng hành dinh Koblenz. Trong các ngày 24 và 25 tháng 8, Bülow thông báo đã "đánh bại tuyệt đối" cánh phải quân Pháp trong khi Hausen thông báo rằng quân Pháp đang " hoàn toàn rút lui". Điều đó khiến cho một số sĩ quan Bộ Tổng tham mưu như Đại tá Wilhelm Groener và Thượng tá Gerhard Tappen tin rằng chiến thắng đã nằm gọn trong tay người Đức và cuộc chiến sẽ chấm dứt "chỉ trong vòng 6 tuần". 
Joffre rất bất mãn với các hành động và quyết định của Lanrezac trong trận chiến Charleroi. Theo Joffre, sự bạc nhược và thiếu quyết đoán của những vị tướng như Lanrezac đã đẩy quân lực Pháp vào thảm bại trên các mặt trận biên giới. Ngày 3 tháng 9 năm 1914, Joffre huyền chức Lanrezac và thay ông bằng tướng d'Espèrey. Một số sử gia sau này cũng chỉ trích Lanrezac về thái độ tương tự, nhưng số khác cho rằng ông là một người có tầm nhìn chiến lược lớn và quyết định triệt binh của ông đã duy trì khả năng tiếp tục chiến đấu của quân đội Pháp.